# Hippopsis albicans
Hippopsis albicans es una especie de escarabajo longicornio del género Hippopsis, tribu Agapanthiini, subfamilia Lamiinae. Fue descrita científicamente por Breuning en 1940.

## Descripción
Mide 12 milímetros de longitud.

## Distribución
Se distribuye por Brasil.